# Se llama copla: Segunda oportunidad
Se llama copla: Segunda oportunidad fue una miniedición especial del programa Se llama copla emitida entre octubre y noviembre de 2012. Comenzó siendo denominada como la sexta edición a pesar de su carácter diferente al de etapas anteriores, pero por los bajos resultados de audiencia, se decidió abrir un casting para una sexta edición auténtica y tradicional con concursantes noveles, pasando a denominarse estos programas con el apelativo Segunda oportunidad, acelerando su resolución en cuanto se concluyó el mencionado casting y dando paso a la semana siguiente de su conclusión a la nueva edición oficial del programa.

## Equipo
Eva González es la presentadora de las galas, con Juliana en las labores de reportera, además de Jonathan y Álvaro, los dos ganadores de la quinta edición. El jurado está compuesto por Pive Amador, Inmaculada Jabato y Mercedes Ríos, exconcursante del programa, acompañados por jurados invitados, a saber: la actriz Ana Fernández y el actor Juan Manuel Lara. En la gala 3, se incorpora al jurado Marta Quintero, quien ya fue jurado en la cuarta edición, y abandona su puesto de jurado Mercedes Ríos, debido a cuestiones profesionales. En la gala 4, ocupa el puesto de jurado Fran Doblas, ganador de la 4.ª Edición. En la Gran Final, el jurado está compuesto por Diego Benjumea, Patricia Vela, Marta Quintero y Juan José Román, director de contenidos de Canal Sur.

## Mecánica
En esta edición especial, en los primeros programas el jurado no votó, dejando todo en manos de la audiencia, aunque dio su opinión con emoticonos llamados "coplitos", de los cuales hay tres variedades, el "coplito feliz", el "coplito indiferente" y el "coplito triste". Al final, sin embargo, era el jurado el que decidía quien se iba del programa entre los peor clasificados tras un reto tradicional. En caso de empate en el jurado, era el director de la orquesta, José Miguel Álvarez, quién decidía quién se iba. En la gala 3, se cambió la mecánica del concurso, volviendo a puntuar el jurado, es decir, se volvió a seguir la mecánica habitual del programa.

## Concursantes
| Concursante        | Lugar de residencia | Duración | Información                                          |
| ------------------ | ------------------- | -------- | ---------------------------------------------------- |
| Manuel Cribaño     | Sevilla             | 35 días  | GANADOR (71,73%) (51,30%)                            |
| Ana Pilar Corral   | Jaén                | 35 días  | 2.ª finalista (48,70%) - Favorita todas las semanas. |
| Patricia del Río   | Sevilla             | 35 días  | 3.ª finalista (52,28%) (28,27%)                      |
| Mari Ángeles Marín | Cádiz               | 35 días  | 4.ª finalista (47,72%)                               |
| Anaraida Sánchez   | Cádiz               | 35 días  | Abandona en la gran final                            |
| Isabel Mª Geniz    | Sevilla             | 28 días  | 2.ª Expulsada                                        |
| Álvaro López       | Sevilla             | 14 días  | Abandono en la gala 3                                |
| Fernando Reinoso   | Granada             | 1 día    | 1º expulsado                                         |

### Estadísticas semanales
|            | Gala 1    | Gala 2   | Gala 3   | Gala 4    | Gala 4    | Final    | Final    | Final    | Final    |
| ---------- | --------- | -------- | -------- | --------- | --------- | -------- | -------- | -------- | -------- |
| Manuel     | Salvado   | Salvado  | Salvado  | Finalista | Finalista | Exento   | Duelo    | Duelo    | Ganador  |
| Ana Pilar  | Favorita  | Favorita | Favorita | Finalista | Finalista | Exenta   | Exenta   | Duelo    | Segunda  |
| Patricia   | Salvada   | Salvada  | Salvada  | Nominada  | Finalista | Duelo    | Duelo    | Tercera  |          |
| Mª Ángeles | Salvada   | Nominada | Salvada  | Finalista | Finalista | Duelo    | Cuarta   |          |          |
| Anaraida   | Salvada   | Salvada  | Salvada  | Finalista | Finalista | Abandona | Abandona | Abandona | Abandona |
| Isabel     | Salvada   | Salvada  | Nominada | Nominada  | Eliminada |          |          |          |          |
| Álvaro     | Entra     | Salvado  | Abandona |           |           |          |          |          |          |
| Fernando   | Eliminado |          |          |           |           |          |          |          |          |

### Concursantes 2.ª Fase
- Manuel Cribaño: Ganador
- Ana Pilar Corral: 2º puesto (finalista, eliminada en el Gran Reto Final ante Manuel Cribaño)
- Patricia del Río: 3º puesto (finalista, eliminada en el segundo reto de la final ante Manuel Cribaño)
- Mª Ángeles Marín: 4º puesto (finalista, eliminada en el primer reto de la final ante Patricia del Río)
- Anaraida Sánchez: Abandona en la Gran Final por faringitis

### Eliminados en la 1.ª fase
- Isabel María Geniz: (eliminada en la gala 4 ante Patricia del Río)
- Álvaro López (abandono voluntario en la gala 3)
- Fernando Reinoso (eliminado en la gala 1 ante Álvaro López)

### Semifinal (27/10/2012)

#### Primera Fase
- Ana Pilar Corral "María la portuguesa": 1.er puesto (finalista directa)
- Manuel Cribaño "Senda del viento": 2º puesto (finalista directo)
- Anaraida Sánchez "Mi amigo": 3.er puesto (finalista directa)
- Mª Ángeles Marín "Ahora me toca a mi": 4º puesto (finalista directa)
- Patricia del Río "Capote de grana y oro": 5º puesto (retante forzosa)
- Isabel María Geniz "Mi niño macareno": 6º puesto (retante forzosa)

#### Reto
- Patricia del Río "Ay maricruz": Finalista (3 votos, finalista)
- Isabel María Geniz "Ay maricruz": Eliminada (1 voto, eliminada)

### Gran Final (03/11/2012)
- Manuel Cribaño: Campeón  (ganador del Gran Reto Final ante Ana Pilar Corral y del segundo reto ante Patricia del Río)
- Ana Pilar Corral: Subcampeona (no ganadora en el Gran Reto Final ante Manuel Cribaño)
- Patricia del Río:  3.ª Finalista (eliminada en el segundo reto ante Manuel Cribaño)
- MªÁngeles Marín: 4.ª Finalista (peor clasificada en la primera fase, eliminada en el primer reto ante Patricia del Río)

#### Primera Fase
- Ana Pilar Corral: (1.ª clasificada)
- Manuel Cribaño: 2º clasificado
- Patricia del Río: 3.ª clasificada
- MªÁngeles Marín: 4.ª clasificada (primera retante forzosa en la segunda fase)
- Anaraida Sánchez: Abandona la final por una faringitis.

#### Segunda Fase
Primer Reto
- Patricia del Río "En una esquina cualquiera": Paso al siguiente reto (52,28%)
- Mari Ángeles Marín "Tientos del Viento": Eliminada (47,72%)

Segundo Reto
- Manuel Cribaño "Mi salamanca": Paso al reto final (71,73%)
- Patricia del Río "Tengo miedo": Eliminada (28,27%)

Reto Final
- Manuel Cribaño "La niña de fuego": Ganador (51,30%)
- Ana Pilar Corral "La luna y el toro": Eliminada (48'70%)

### Premio
El concursante que salió vencedor de esta segunda oportunidad, otorgada por el programa a exconcursantes del programa, tiene como premio la participación en todas las giras de la 5.ª edición del concurso, junto a Jonathan Santiago y Álvaro Díaz.